# Augusta av Hessen-Kassel, hertiginna av Cambridge
Augusta av Hessen-Kassel, född den 25 juli 1797 i Kassel, död den 6 april 1889 på St James's Palace i London, var en tysk prinsessa som gifte sig 1818 med brittiske prins Adolf, hertig av Cambridge. Hon var dotter till lantgreve Fredrik III av Hessen-Kassel och Caroline av Nassau-Usingen.

## Biografi
Augusta gifte sig med Adolf i maj 1818 i Kassel och sedan ännu en gång på Buckingham Palace i april. Äktenskapet arrangerades eftersom det brittiska kungahuset då var i starkt behov av nya potentiella arvingar. 
Hon levde i Hannover med maken, där han var brittisk vicekung, från 1818 till 1837, och spelade då rollen som vicedrottning. Hon gav 1827 tillstånd att en by, Augustendorf, fick sitt namn efter henne. 
1837 upplöstes unionen mellan Storbritannien och Hannover, och familjen flyttade tillbaka till London. Hon blev änka 1850, och avled 1889. 

## Barn
- Prins George, hertig av Cambridge (1819-1904) gift med Louisa Fairbrother, mrs Fitzgeorge (1816-1890)
- Prinsessan Augusta av Cambridge (1822-1916), gift med storhertig Fredrik Vilhelm av Mecklenburg-Strelitz (1819-1904)
- Prinsessan Mary Adelaide av Cambridge (1833-1897), gift med prins (sedermera hertig) Franz, hertig av Teck (1837-1900) och mor till drottning Mary av Storbritannien.